# Esmeraldas (provincie)
Esmeraldas is een provincie in het noordwesten van Ecuador. De hoofdstad van de provincie is de gelijknamige stad Esmeraldas. 
De provincie heeft een oppervlakte van 15.896 km². Naar schatting zijn er 626.626 inwoners in 2018.

## Kantons
Esmeraldas is verdeeld in zeven kantons. Achter elk kanton wordt de hoofdplaats genoemd.
| Nr. | Kanton      | Inwoners | Oppervlakte | Hoofdplaats | Inwoners |
| --- | ----------- | -------- | ----------- | ----------- | -------- |
| 1   | Atacames    | 51.204   | 511 km²     | Atacames    | 18.948   |
| 2   | Eloy Alfaro | 46.305   | 4.302 km²   | Valdéz      | 4.956    |
| 3   | Esmeraldas  | 211.848  | 1.351 km²   | Esmeraldas  | 155.487  |
| 4   | Muisne      | 36.426   | 1.265 km²   | Muisne      | 5.574    |
| 5   | Quinindé    | 126.841  | 3.855 km²   | Rosa Zárate | 31.120   |
| 6   | Rio Verde   | 32.886   | 1.506 km²   | Rioverde    | 4.010    |
| 7   | San Lorenzo | 48.886   | 1.506 km²   | San Lorenzo | 28.491   |

| Detailkaart |
| ----------- |
|             |
| Kantons     |